# Chiesa di San Martino Vescovo (Cenate Sotto)
La chiesa di San Martino Vescovo, o più semplicemente chiesa di San Martino, è la parrocchiale di Cenate Sotto, in provincia e diocesi di Bergamo; fa parte del vicariato di Trescore Balneario.

## Storia
La prima citazione di una chiesa a Cenate Sotto risale al 1260 circa ed è da ricercarsi in un documento dal quale s'apprende che essa dipendeva dalla pieve di Telgate; la chiesa venne nuovamente menzionata nella Nota Ecclesiarum fatta redigere nel 1360 da Bernabò Visconti. La visita pastorale del 1535 del vescovo Pietro Lippomano descrive la chiesa priva di ornamenti e la relazione della visita del 1560 del vescovo Federico Corner indicano la chiesa in stato di abbandono con il Santissimo conservato in un armadio a muro presso l'altare maggiore. Questi ordinò che fosse costruito nell'arco di 20 giorni un tabernacolo atto a ospitare il Santissimo Sacramento.
Nel 1575 l'arcivescovo di Milano Carlo Borromeo, compiendo la sua visita, annotò che i fedeli erano circa un migliaio e che la parrocchiale, nella quale erano collocati quattro altari e avevano sede la scuola del Santissimo Sacramento e il consorzio della Misericordia, aveva come filiali le chiese di San Nazario, di Ognissanti, di Santa Maria di Misma e di Sant'Ambrogio.
Dal sommario delle chiese della diocesi di Bergamo stilato nel 1667 da Girolamo Marenzi s'apprende che nella parrocchiale di Cenate Sotto, la quale aveva alle dipendenze gli oratori di San Nazario, della Vergine di Loreto e di San Bernardino, erano presenti quattro altari, che lì avevano sede le scuole del Santissimo Sacramento e del Rosario e che i fedeli erano 576.
Tra il 1710 e il 1712 venne edificata la nuova chiesa, che nel 1719 fu descritta dal vescovo di Bergamo Pietro Priuli come completa e ben tenuta; nel 1756 venne posato il nuovo pavimento del presbiterio e nella seconda metà del secolo furono apportate alcune modifiche all'interno.
Nel 1781, all'epoca della visita pastorale del vescovo Giovanni Paolo Dolfin, risultava che la chiesa, che aveva il titolo di prepositurale, era dotata di cinque altari, che al suo interno avevano sede due confraternite e che aveva sei oratori filiali.
Tra il 1805 e il 1809 il campanile fu oggetto di alcuni rimaneggiamenti e tra il 1812 e il 1820 anche il tetto e le vetrate della chiesa vennero rifatti.
Nel 1828 furono eseguiti ulteriori restauri sia all'interno della chiesa che la facciata e la torre campanaria.
Nel corso del XIX secolo l'edificio fu sottoposto ad ulteriori ammodernamenti e ristrutturazioni.
Nel 1907 il vescovo Giacomo Radini-Tedeschi visitò la chiesa e si augurò che l'edificio venisse ripulito e, se si fosse potuto, pure ampliato; nel 1910 e 1911 furono eseguiti i lavori di abbellimento e di decorazione dell'edificio, che portarono alla realizzazione delle nuove decorazioni e al rifacimento del pavimento. L'archivio conserva il Giornale per Restauro della Chiesa Parrocchiale di Cenate San Martino relazionato dall'allora parroco don Pagani.
Nel 1920 la chiesa venne ingrandita su disegno di Luigi Angelini e il 17 ottobre 1922 fu consacrata; nel 1923 entrò a far parte del vicariato di Gorlago, per poi passare a quello di Trescore Balneario il 18 gennaio 1932.
Nella seconda metà del Novecento sia la parrocchiale che il campanile vennero ripetutamente rimaneggiati e restaurati; il 28 giugno 1971 la chiesa entrò a far parte della neo-costituita zona pastorale XVI, salvo poi tornare nel vicariato di Trescore Balneario il 27 maggio 1979.
Nel 2002 la facciata dell'edificio venne ristrutturata e nel 2005 pure il campanile fu oggetto di un intervento di restauro.

## Descrizione

### Esterno
La facciata della chiesa è divisa orizzontalmente da due cornici marcapiano, delle quali la seconda interessa solo le parti laterali, in tre registri, tutti tripartiti da quattro lesene e da controlesene; l'ordine inferiore presenta il portale in marmo di Zandobbio, realizzato nel XVIII secolo e caratterizzato dalla cimasa e da un busto avente come soggetto San Martino Vescovo, e gli ingressi laterali, sovrastati da due nicchie ospitanti due statue raffiguranti i Santi Pietro e Paolo, quello intermedio una finestra e due nicchie con all'interno le statue di San Procolo e di San Lorenzo Martire, e quello superiore, limitato alla parte centrale, una nicchia nella quale è inserita una statua di Sant'Alessandro.

### Interno
Opere di pregio conservate all'interno, a un'unica navata e le cui pareti sono scandite da lesene, sono la pala raffigurante Don Leone Cucchi in contemplazione di san Martino e il povero, e la Madonna col Bambino in gloria, opera di Giovan Battista Moroni del 1520-1524 firmata dall'artista albinese, le tele ritraenti l'Assunzione, la Presentazione di Gesù al Tempio, l'Ascensione al cielo, la Sacra Famiglia e gli Evangelisti e la statua con soggetto la Beata Vergine Addolorata, realizzata dai Fantoni. 
La cupola della chiesa presenta l'affresco Gloria di san Martino di Giovan Battista Galizzi del 1911. L'artista ha realizzato anche l'affresco del presbiterio raffigurante Padre Eterno, Spirito Santo e Sacra Famiglia. La chiesa ospita nella controfacciata la tela di Enea Salmeggia detto il Talpino, realizzata nel 1622 per il santuario della Madonna di Loreto Traslazione della santa Casa e santi. Il dipinto è firmato e datato dall'artista e rimane in Accademia Carrara di Bergamo il disegno preparatorio.
La zona del presbiterio è rialzata da tre grandi gradini in marmo bianco delimitati da balaustre. I cinque dipinti che ornano il coro absidato del presbiterio raffiguranti le Storie di san Martino sono stati attribuiti a Giovanni Carobbio e datati intorno alla metà del Settecento. Il coro in legno di noce intarsiato sono opera di una bottega lombarda della prima metà del Settecento restaurati nel Novecento.  Di Carlo Ceresa è il dipinto raffigurante San Francesco col Bambino e due angeli del 1660 conservato nei locali della sagrestia.